# Харт, Селия
Селия Харт Сантамариа (исп. Celia Hart Santamaría, 4 января 1962 — 7 сентября 2008) — кубинский политический деятель, физик, писатель и публицист. Дочь активных участников Кубинской революции Армандо Харта и Аиде Сантамариа. Став троцкисткой, оставалась членом Коммунистической партии Кубы до 2006 года.

## Биография
Во время учёбы в ГДР разочаровалась в «социализме в отдельно взятой стране» и призналась об этом отцу по возвращении на Кубу в 1985 году. В ответ получила от него «Преданную революцию» Льва Троцкого и его же биографию за авторством Исаака Дойчера.
Селия Харт и её старший брат Абель погибли в автокатастрофе в Гаване.